# Secodontosaure

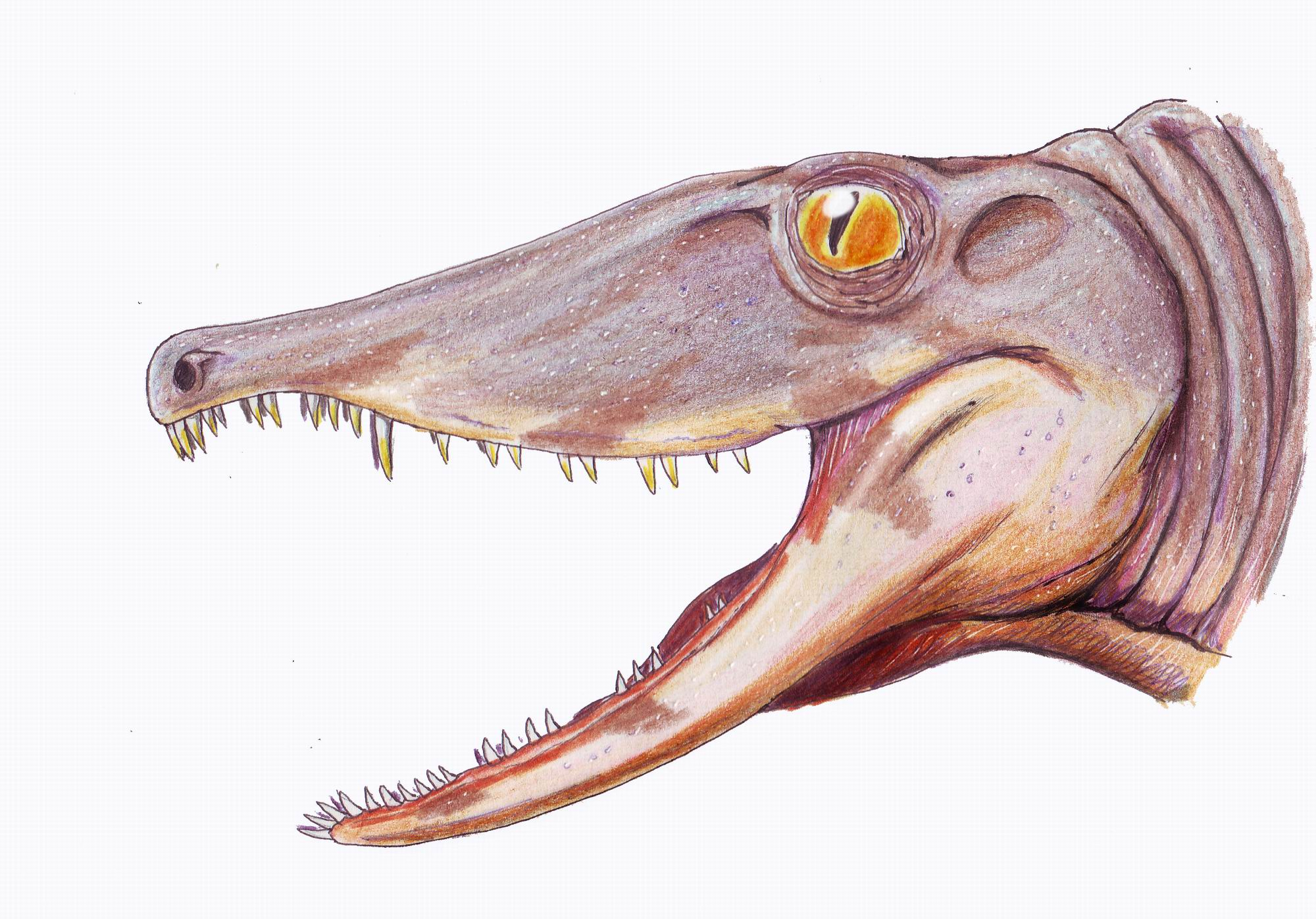
Secodontosaurus

El secodontosaure (Secodontosaurus) és un gènere de pelicosaure que va viure al Permià inferior en el que actualment és Texas (Estats Units).